# Nicolaus Steno

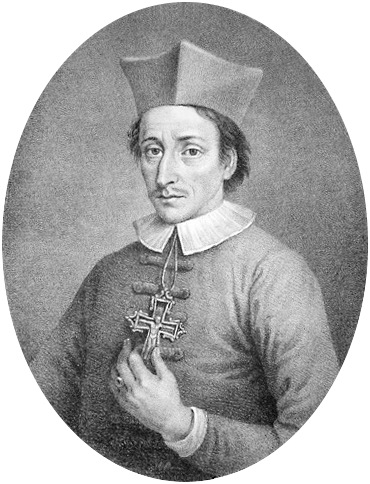
Nicolaus Steno, das Porträt entstand in Schwerin kurz vor seinem Tod

Nicolaus Steno, auch Nicolas Stenon (Latinisierung von Niels Stensen bzw. Niels Steensen; * 1. Januarjul. / 11. Januar 1638greg. in Kopenhagen, Königreich Dänemark; † 25. Novemberjul. / 5. Dezember 1686greg. in Schwerin, Herzogtum Mecklenburg), war ein dänischer Mediziner, Anatom und Naturforscher, später katholischer Priester und Bischof. Er wird in der römisch-katholischen Kirche als Seliger verehrt und in der Liste der Heiligen und Seligen des Erzbistums Hamburg geführt. Wilhelm von Humboldt bezeichnete ihn als „Vater der Geologie“.
Der Universalgelehrte beherrschte zehn Sprachen. Neben seiner Muttersprache Dänisch erlernte er von Freunden und Bekannten seiner Eltern die deutsche Sprache. Die lateinische, griechische, hebräische und arabische Sprache lernte er in der Schule. Später eignete er sich die niederländische, französische, italienische und englische Sprache an.

## Leben

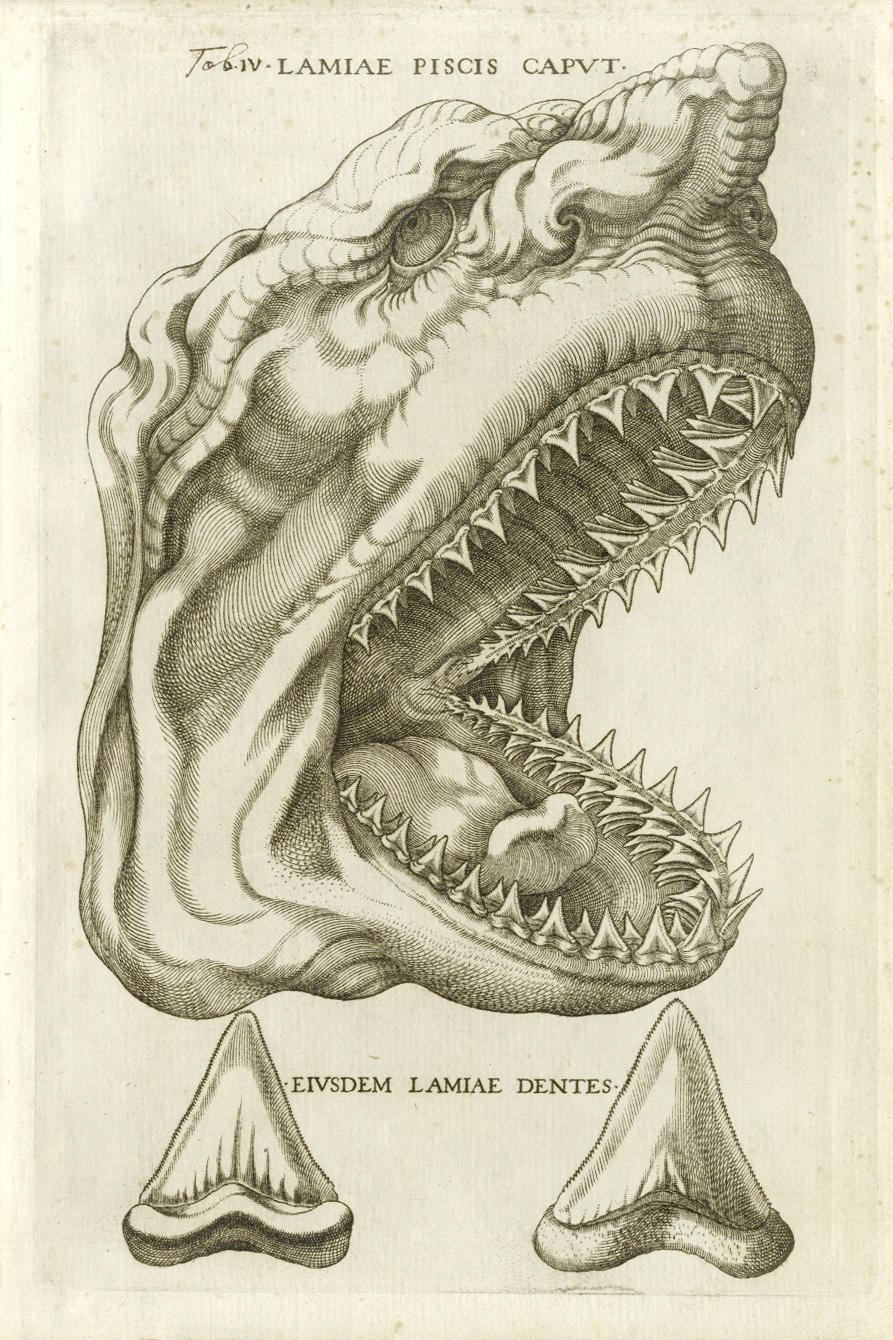
Abbildung eines Haikopfs in Stensens Abhandlung Canis carchariae dissectum caput (1667), an dem er zeigte, dass die „Zungensteine“ fossile Haizähne sind

Niels Stensen, 1638 als Sohn eines Goldschmieds in Kopenhagen geboren und in der St.-Nikolai-Kirche lutherisch getauft, besuchte von 1648 bis 1656 in seiner Heimatstadt die Lateinschule bei der Liebfrauenkirche, die damals angesehenste Schule des Landes. Es folgte 1656 im Alter von 18 Jahren ein dreijähriges Medizinstudium an der Kopenhagener Universität. Studien- und Vortragsreisen führten ihn 1660–1665 u. a. nach Rostock, Amsterdam (Begegnung mit Baruch Spinoza und dessen Philosophie), Leiden, Paris, Montpellier und Pisa. Dort kam er mit den führenden Medizinern seiner Zeit in Kontakt. Durch eigenes Forschen entdeckte er schon 1660 den Ausführungsgang der Ohrspeicheldrüse bei der Sektion eines Schafskopfes. Seine Vorlesungen und anatomischen Demonstrationen machten ihn in ganz Europa berühmt. 1661 verfasste und verteidigte er seine Dissertationsschrift über den von ihm entdeckten Ausführungsgang der Ohrspeicheldrüse. Nachdem er 1663 vom Tod seines Stiefvaters erfahren hatte, kehrte er nach Kopenhagen zurück, wo er in lateinischer Schrift das Buch „Beobachtungen über Muskeln und Drüsen“ veröffentlichte, in dem er nachwies, dass das Herz ein Muskel ist. Als bald darauf seine Mutter starb, verließ er Kopenhagen und reiste nach Paris. Ihm wurde während dieser Zeit von der Universität Leiden in Abwesenheit der Titel eines Doktors der Medizin verliehen.
Im Jahre 1666 reiste Steno über Pisa und Rom nach Florenz. Ferdinand II. von Medici machte ihn zu seinem Leibarzt und unterstützte großzügig seine Forschungstätigkeit. In dieser Zeit dehnte sich sein Interesse auf geologische und paläontologische Themen aus. 1668 wurde er in die Florentiner Accademia della Crusca aufgenommen.
Gleichzeitig hatten Eindrücke in den Niederlanden (Zersplitterung der reformierten Kirchen) und Italien (1666 Fronleichnamsprozession in Livorno) ein intensives Studium theologischer Fragen ausgelöst. Im November 1667 konvertierte Steno zur katholischen Kirche. Seitdem nahm er regelmäßig an der kirchlichen Liturgie teil und vertiefte sein persönliches Gebetsleben. Ab 1668 unternahm Steno eine dreijährige geologische Forschungsreise durch Südeuropa und kehrte schließlich nach Florenz zurück. Dort schrieb er seine ersten theologischen Schriften. 1672 folgte er einem Ruf des dänischen Königs und ging als königlicher Anatom und Universitätslehrer wieder nach Kopenhagen. Die konfessionelle Differenz war jedoch trotz guten Willens aller Beteiligten nicht zu überbrücken, und gleichzeitig wuchs in Steno der Wunsch, sich in den kirchlichen Dienst zu stellen. 1674 kehrte er als Erzieher des Erbprinzen nach Florenz zurück. Im folgenden Jahr bat er um die Priesterweihe. Ostern 1675 feierte Stensen in Florenz seine erste hl. Messe und wirkte seitdem am Hof der Medici auch als Seelsorger und Beichtvater. Er tat das laut Zeitzeugen, hier wie an allen weiteren Wirkungsstätten, mit Liebenswürdigkeit und Bescheidenheit, aber auch mit klaren Forderungen an die Lebensführung.

Bischöfliches Wappen des Nicolaus Steno

In Hannover residierte seit 1665 Herzog Johann Friedrich, der ebenfalls in Italien zum Katholizismus übergetreten war. Dieser bat nach dem Tod Valerio Maccionis Papst Innozenz XI. 1677 um die Entsendung Stenos nach Hannover. Am 19. September 1677 empfing Niels Stensen in Rom durch Kardinal Gregorio Barbarigo die Bischofsweihe zum Titularbischof von Titiopolis und wurde als Apostolischer Vikar für die versprengten Reste katholischer Gemeinden in Norddeutschland und Skandinavien (Apostolisches Vikariat des Nordens) mit Sitz in Hannover ausgesandt. Hier begegnete er u. a. Gottfried Wilhelm Leibniz, der ihn als Naturwissenschaftler bewunderte, seine religiöse Haltung jedoch als starr empfand. Als Herzog Johann Friedrich im Dezember 1679 starb und sein Bruder, somit wieder ein Lutheraner, die Herrschaft in Hannover übernahm, verlor das nordische Vikariat in der Stadt den Rückhalt. Das Hochstift Paderborn leitete zu dieser Zeit Ferdinand von Fürstenberg, der zugleich Fürstbischof von Münster war. Er bat Rom um Entsendung Stensens nach Münster als Weihbischof und Leiter der Seelsorge.
1680–1683 versuchte Stensen in Münster das geistliche Leben von Klerus und Laien zu ordnen und Disziplinlosigkeit und Ämterkauf zu überwinden. Das Amt des Stiftsdechanten an St. Ludgeri, dessen Einkünfte seinen Lebensunterhalt sichern sollten, gab er schon nach einem Jahr zurück, weil er ihm nicht gerecht werden zu können glaubte. Persönlich wurde Stensen jetzt noch asketischer. Was er von geistlichen Amtsträgern forderte, zeigte er beispielhaft durch die eigene Lebensführung. Damit geriet er in Widerspruch zum Lebensstil der oft aus dem Adel stammenden höheren Geistlichkeit und wurde zu einem lebenden Vorwurf.
Als nach dem Tod Ferdinands von Fürstenberg statt eines Seelsorger-Bischofs für Münster Maximilian Heinrich von Bayern seinen fünften Bischofssitz einnahm, nachdem ihm 60.000 Reichstaler Bestechungsgeld an das Domkapitel diese Wahl gesichert hatten, protestierte Stensen öffentlich und verließ Münster am 1. September 1683. Er ging nach Hamburg, wo er im Hause des niederländischen Anatomen Theodor Kerckring Aufnahme fand, um der dortigen katholischen Gemeinde zu dienen. Auch dort traf er auf starke Spannungen und heftigen Widerstand gegen den fremden Mahner und Schlichter.
Im Jahre 1685 schließlich wurde er nach Schwerin gerufen. Als einfacher Priester ohne bischöfliche Insignien kümmerte er sich um die kleine Gemeinde. Auch hier gab es Enttäuschungen.

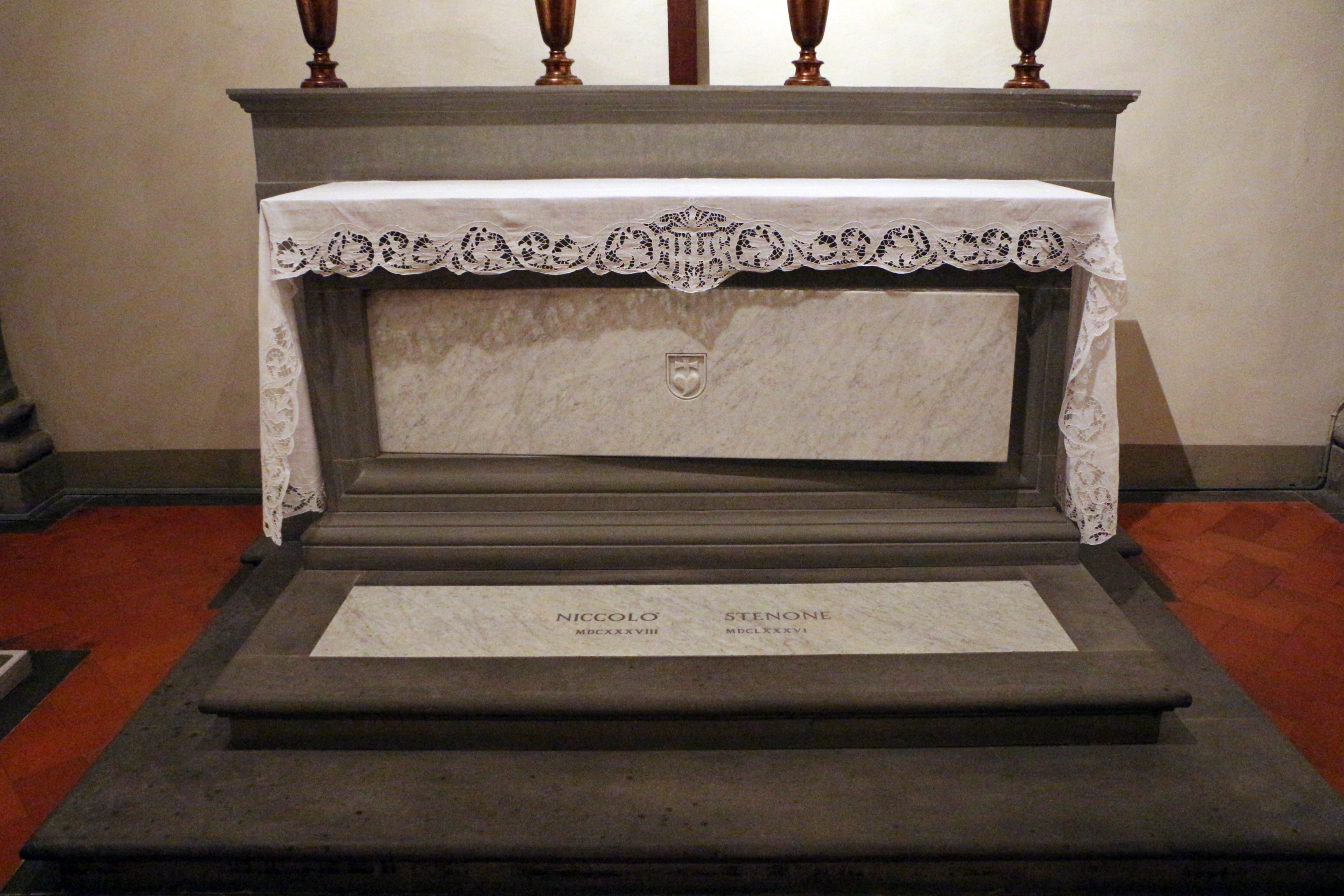
Altar mit Grab des Nicolas Steno in der Basilika San Lorenzo in Florenz

Nach einer fünfwöchigen, mit schweren Koliken verbundenen Gallenkrankheit starb Niels Stensen 48-jährig in Schwerin. Als sein letztes Wort ist das Gebet überliefert: Jesus, sis mihi Jesus – „Jesus, sei mir Retter“. Sein Hamburger Freund Kerckring ließ im Auftrag des toskanischen Großherzogs seinen Leichnam einbalsamieren und per Schiff nach Livorno überführen. Er wurde in einer Kapelle der Basilika San Lorenzo in Florenz beigesetzt.
Dreihundert Jahre später, am 23. Oktober 1988, wurde Nicolaus Steno auf maßgebliches Betreiben von Bischof Heinrich Theissing, dem Apostolischen Administrator von Schwerin, durch Papst Johannes Paul II. seliggesprochen. Sein kirchlicher Gedenktag ist der 25. November.
Stensens bis heute andauernde Verehrung gründet in seiner wissenschaftlichen Vorurteilslosigkeit und Beobachtungsschärfe sowie in der großen Geduld und Ausdauer, mit der er seine religiöse Mission unter inner- und außerkirchlichen Schwierigkeiten und in zunehmender Vereinsamung erfüllte.

## Wissenschaftliche Arbeiten
Steno wurde bekannt für sein eigenständiges Studium der Natur und die Abkehr von der Berufung auf überkommene Autoritäten. Die zeitgemäß in lateinischer Sprache veröffentlichten wissenschaftlichen Werke trugen stets seinen latinisierten Namen Nicolaus Stenonis (Gen. Nicolai). Den Irrtum, dass in späterer Zeit auch der Nachname Stenonis als Genitiv von Steno angesehen wurde, erläuterte bereits 1916 John G. Winter in einer Einführung zur englischen Ausgabe von Stenos Hauptwerk De solido intra solidum naturaliter contento dissertationis prodromus (1669). Stattdessen tritt der Genitiv bereits durch die Latinisierung des dänischen Namens Stensen auf; denn dieser besagt so viel wie „Sohn des Sten“, auf Latein filius Stenonis oder verkürzt Stenonis. In den überlieferten Handschriften unterschrieb Stensen mit Nicolaus Stenonis. Die Verkürzung des Namens zu „Steno“ ist erst auf spätere Werkausgaben in verschiedenen Sprachen zurückzuführen, inzwischen aber allgemein gebräuchlich.

### Anatomie

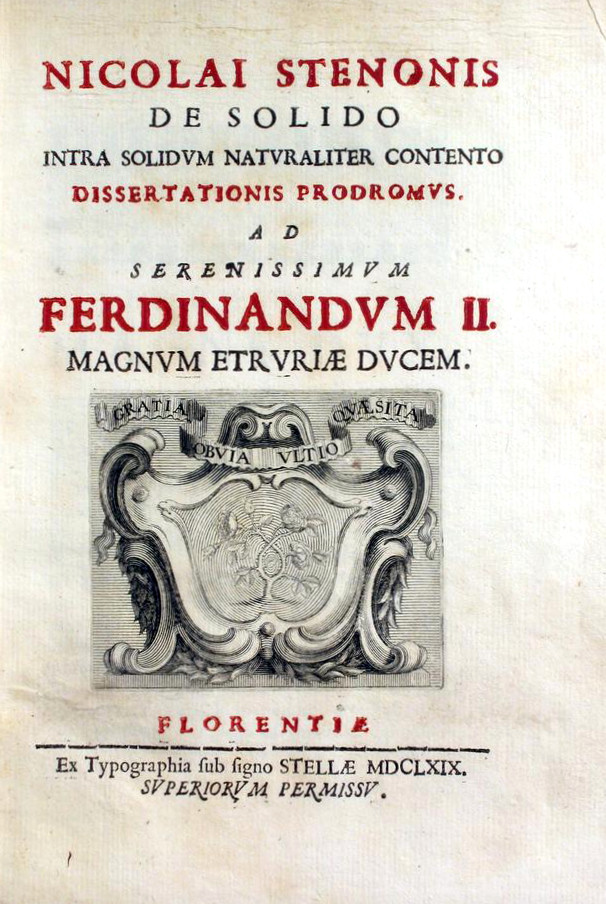
Titelblatt von De solido

Steno untersuchte und beschrieb als Erster die Tränen- und Speicheldrüsen des menschlichen Körpers und unterschied Drüsen von Lymphknoten. Er entdeckte und beschrieb 1660 das Ausführungsgangsystem der Ohrspeicheldrüse (Parotis), den Ductus parotideus. Dieser wird unter Klinikern auch als „Ductus stenonianus“ („Stensen-Gang“, „Stenon-Gang“) bezeichnet. Zudem beschrieb er die seitliche Nasendrüse, die daher auch als Stenosche Drüse bezeichnet wird.

### Mineralogie
Bei der Untersuchung von Quarz entdeckte Steno das Gesetz von der Winkelkonstanz, also die Tatsache, dass die Oberflächen der Kristalle immer im selben Winkel zueinander stehen, und zwar unabhängig von ihrer Größe oder Form. Er schlug daraufhin vor, dass dies eine Eigenschaft aller Mineralkristalle ist, und legte damit bahnbrechend das Fundament für die moderne Kristallographie.

### Geologie und Paläontologie
Auf Steno geht die Einsicht über die biologische Herkunft der Fossilien als Überreste von Lebewesen zurück, die bis dahin als natürliche Gesteinsauswüchse (Lusus naturae) betrachtet worden waren. Mit seiner 1667 erschienenen Schrift Canis carchariae dissectum caput belegte er, dass es sich bei den sogenannten „Zungensteinen“ in Wirklichkeit um fossile Haizähne handelt.
Steno leistete mit dem „Stratigraphischen Grundgesetz“ (auch „Lagerungsgesetz“) einen zentralen Beitrag zur Entstehung der Geologie. In seinem bedeutendsten Werk De solido intra solidum naturaliter contento dissertationis prodromus (Vorläufer einer Abhandlung über Festes, das in der Natur in Festem eingeschlossen ist) entwickelte er als erster eine auf wissenschaftlicher Grundlage stehende Theorie zur Entstehung von Sedimentgesteinen. Nach Steno bildeten sich die Gesteine als horizontal gelagerte Schichten aus im Wasser abgelagertem Material. Die Schichten lagern sich übereinander ab (Superpositionsprinzip). Steno erkannte damit, dass das Alter einer Sedimentschicht nach oben hin abnimmt, da sich stets jüngere Schichten auf älteren ablagern. Die Existenz von Sedimentgesteinen mit bis zu senkrecht verlaufender Schichtung und großen Verwerfungen erklärte Steno korrekt durch Deformationen, die nach der Bildung des Gesteins stattgefunden haben mussten.

## Kirchliches Nachwirken
In der norddeutschen katholischen Diaspora ist Niels Stensen nach langer Vergessenheit im 20. Jahrhundert wiederentdeckt worden. In Worphausen bei Bremen wurde in den 1960er Jahren das „Niels-Stensen-Kloster“ gebaut. Es wurde aber nie als solches genutzt, sondern diente Jahrzehnte unter dem Namen „Niels-Stensen-Haus“ als katholische Bildungsstätte. Als das Bistum Hildesheim 2007 die Bildungsstätte aufgab, übernahm die anthroposophisch geprägte Stiftung „Leben und Arbeiten“ heilpädagogischer und sozialtherapeutischer Arbeit den größten Teil der Anlage. Auch andere Bildungs- und Erholungseinrichtungen tragen seinen Namen, so die Niels-Stensen-Schule in Schwerin und das Niels-Stensen-Gymnasium in Hamburg-Harburg. Die Katholische Jugend Hamburg betreibt in Wentorf bei Hamburg das Niels-Stensen-Haus. Die erste Kirchengemeinde, die nach Stensen benannt wurde, ist die Pfarrgemeinde Niels Stensen in Grevesmühlen (Mecklenburg) mit der gleichnamigen Kirche. In den 1980er Jahren wurde in Schwerin – damals DDR-Bezirkshauptstadt – eine Straße nach Niels Stensen benannt.
Im Bistum Münster erinnert seit 1988 eine Stele an der Alt-St.-Clemens-Kirche in Münster-Hiltrup an Steno.
Seit 2006 heißt eine Kirchengemeinde im Bistum nach ihm. Sie entstand aus der Fusion der Pfarreien von Lengerich, Ladbergen, Lienen und Tecklenburg und ist mit 8700 Christen und 300 Quadratkilometern Ausdehnung die größte Gemeinde im Bistum Münster. Zudem wurde im Westen Münsters die Niels-Stensen-Straße in der Nähe des Universitätsklinikums nach Steno benannt.
Seit 2008 heißt ein in der Region Osnabrück angesiedelter Verbund kirchlicher Krankenhäuser und angeschlossener Einrichtungen Niels-Stensen-Kliniken. Weiterhin ist er Namenspatron für das Niels Stensen Pflegezentrum in Ankum.
Im Jahr 2000 tauchten im Domschatz- und Diözesanmuseum in Osnabrück 19 lange verschollen geglaubte Briefe von Niels Stensen auf. Diese waren in den 1930er Jahren an das Museum ausgeliehen worden und sind in den Wirren des Krieges zunächst verschollen. Die im Nachlass vom Domarchivar Christian Dolfen aufgefundenen Briefe wurden daraufhin an das Schweriner Heinrich-Theissing-Institut zurückgegeben.
Im Januar 2023 wurde eine Knochenreliquie von Stensen aus dem Dom von Osnabrück gestohlen.

## In der Astronomie
Der Mondkrater Steno und der Marskrater Steno sind nach ihm benannt.

## Galerie

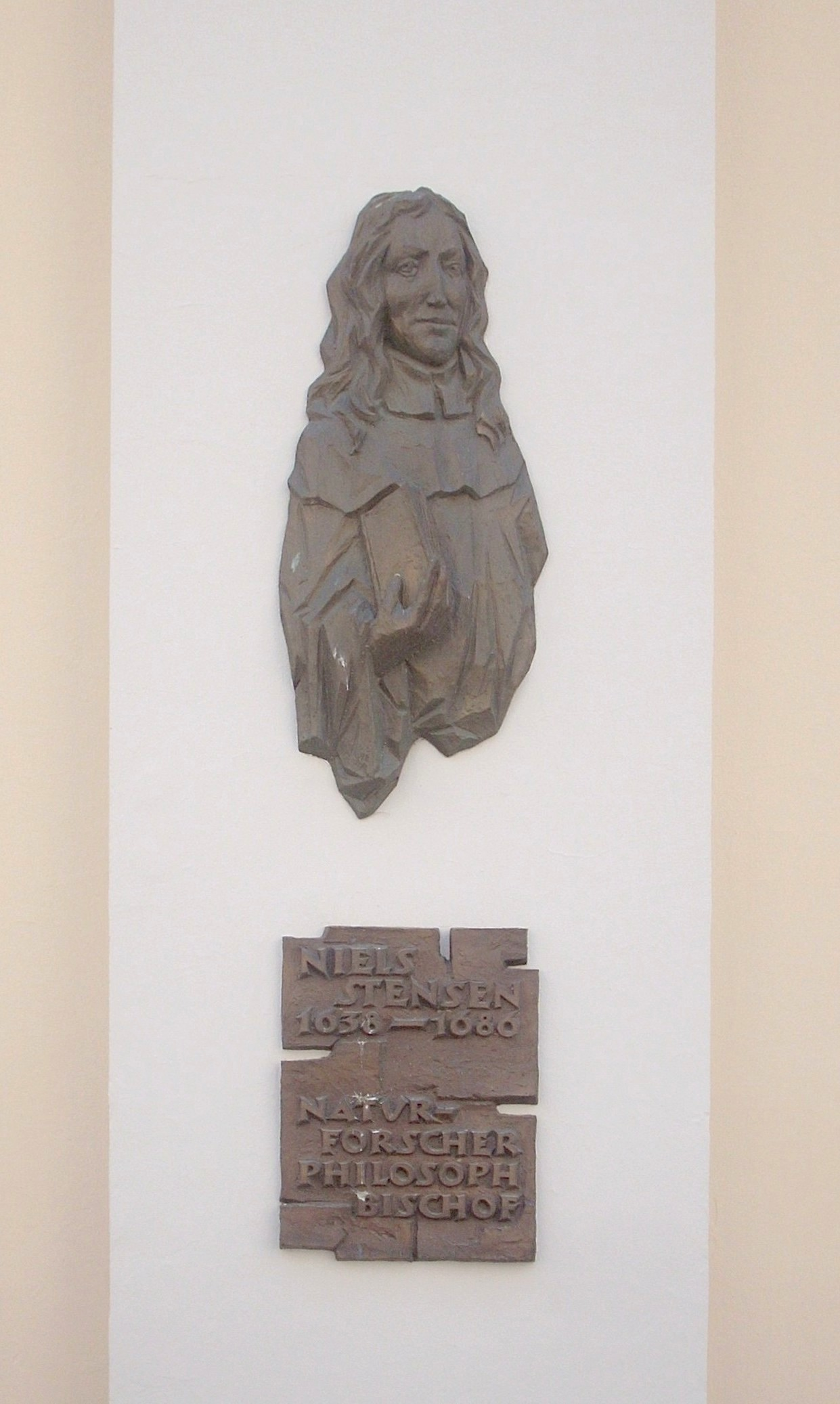
Bronzerelief an der Propsteikirche St. Anna, Schwerin
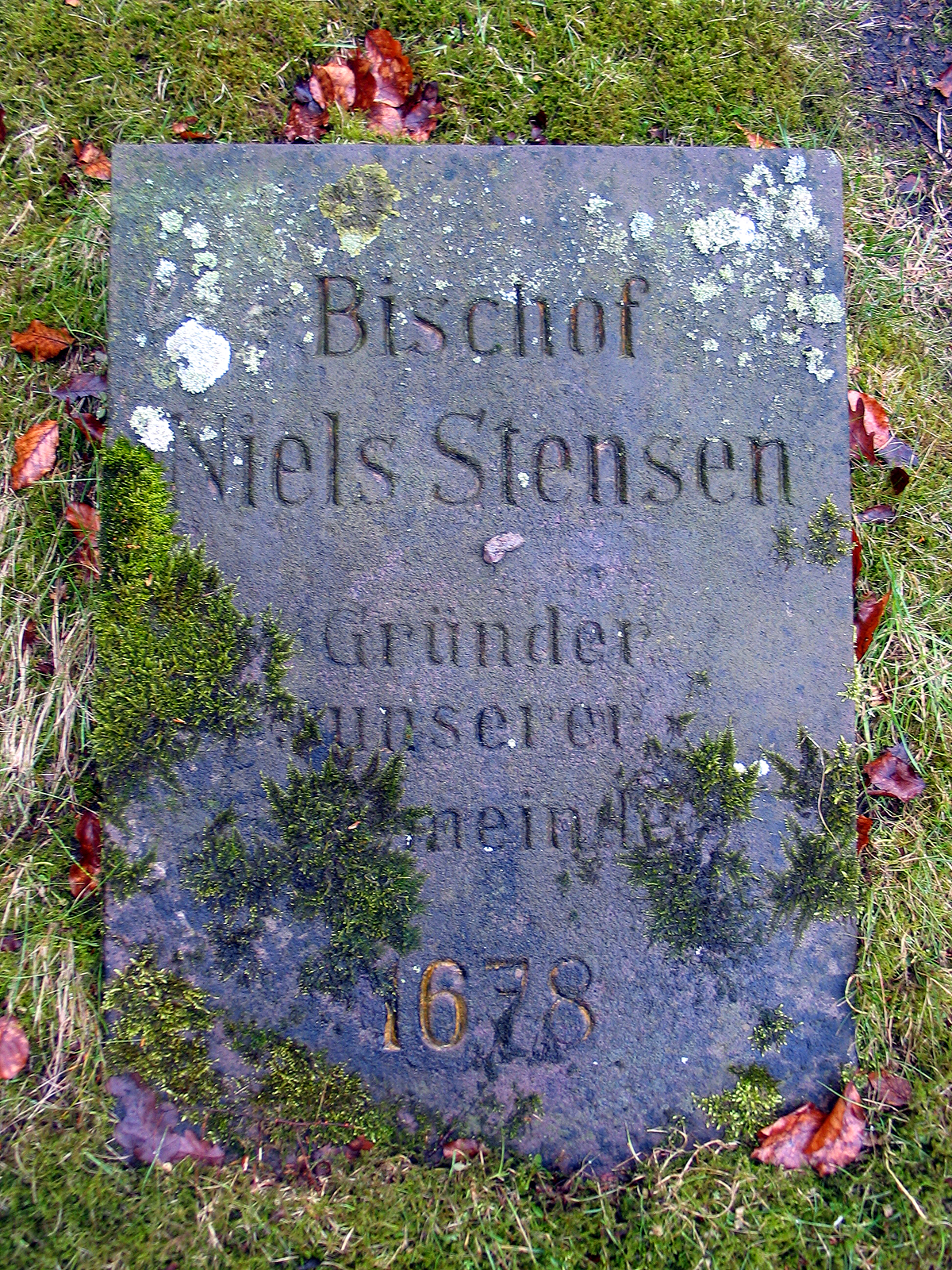
Gedenkstein auf dem Kirchhof der St.-Ludwig-Gemeinde in Celle für den „Gründer unserer Gemeinde 1678“
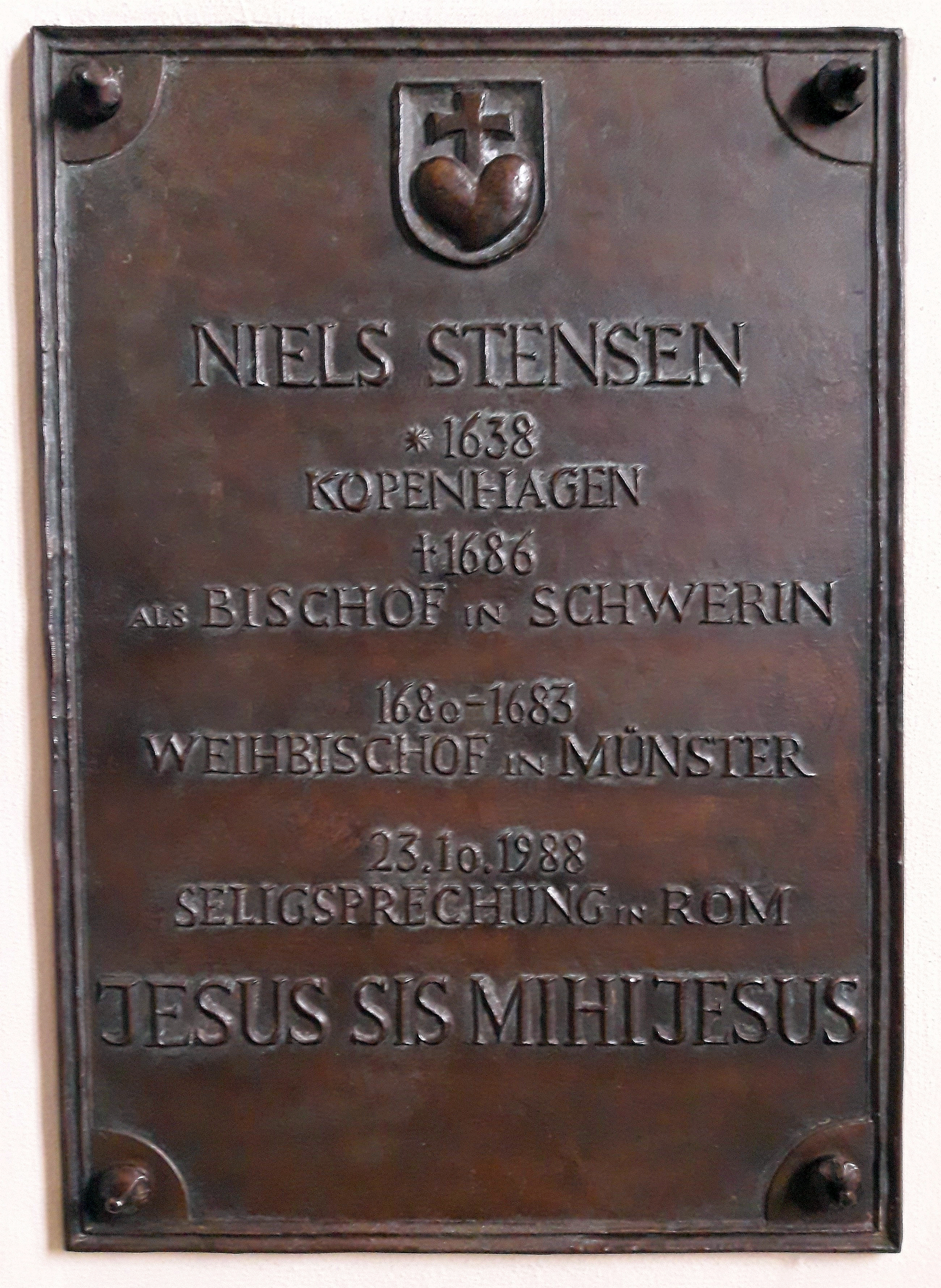
Erinnerungstafel für Bischof Niels Stensen in der Maximuskapelle des Domes zu Münster/Westfalen
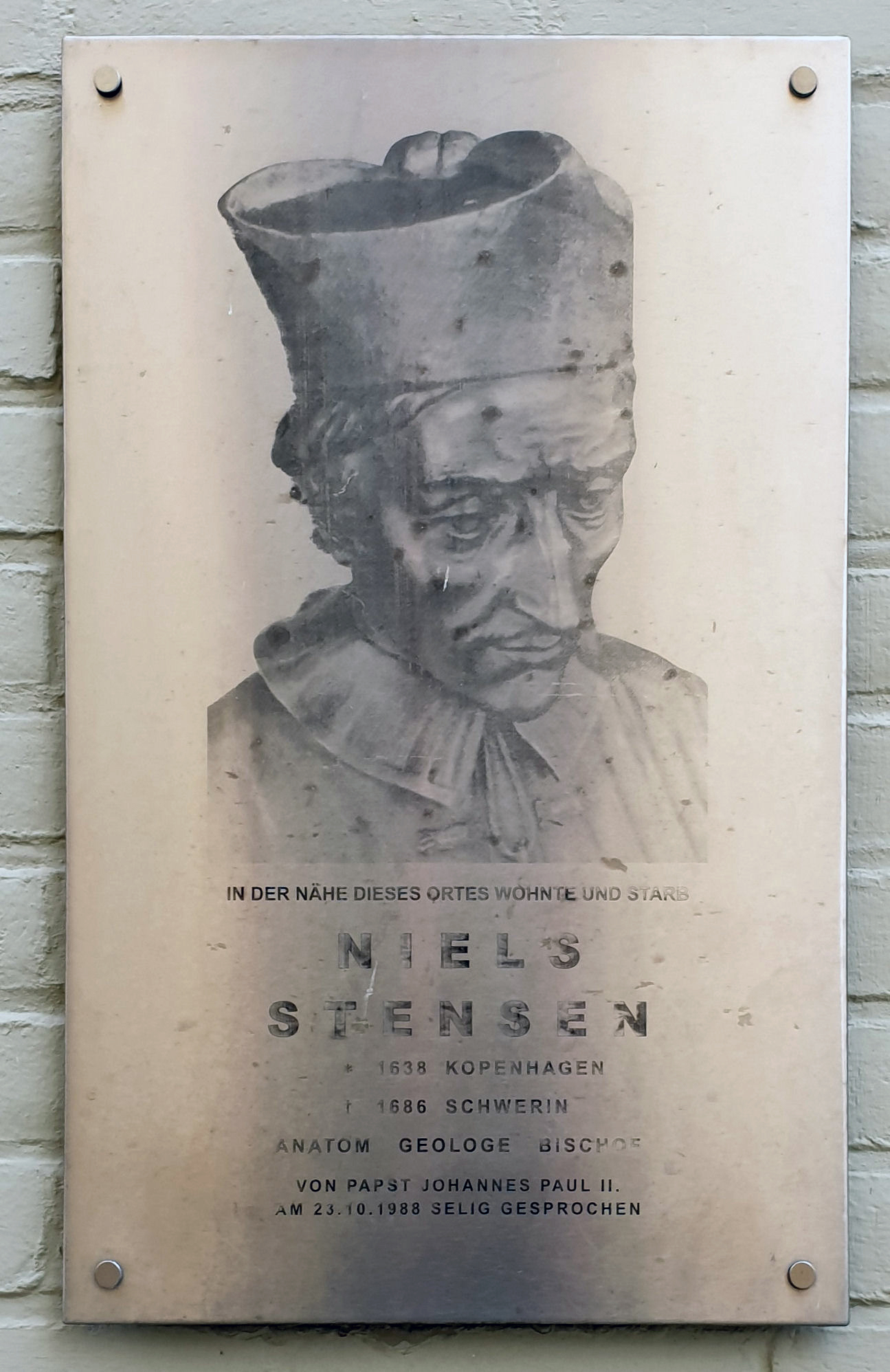
Gedenktafel am Haus, Ritterstraße 1, in Schwerin
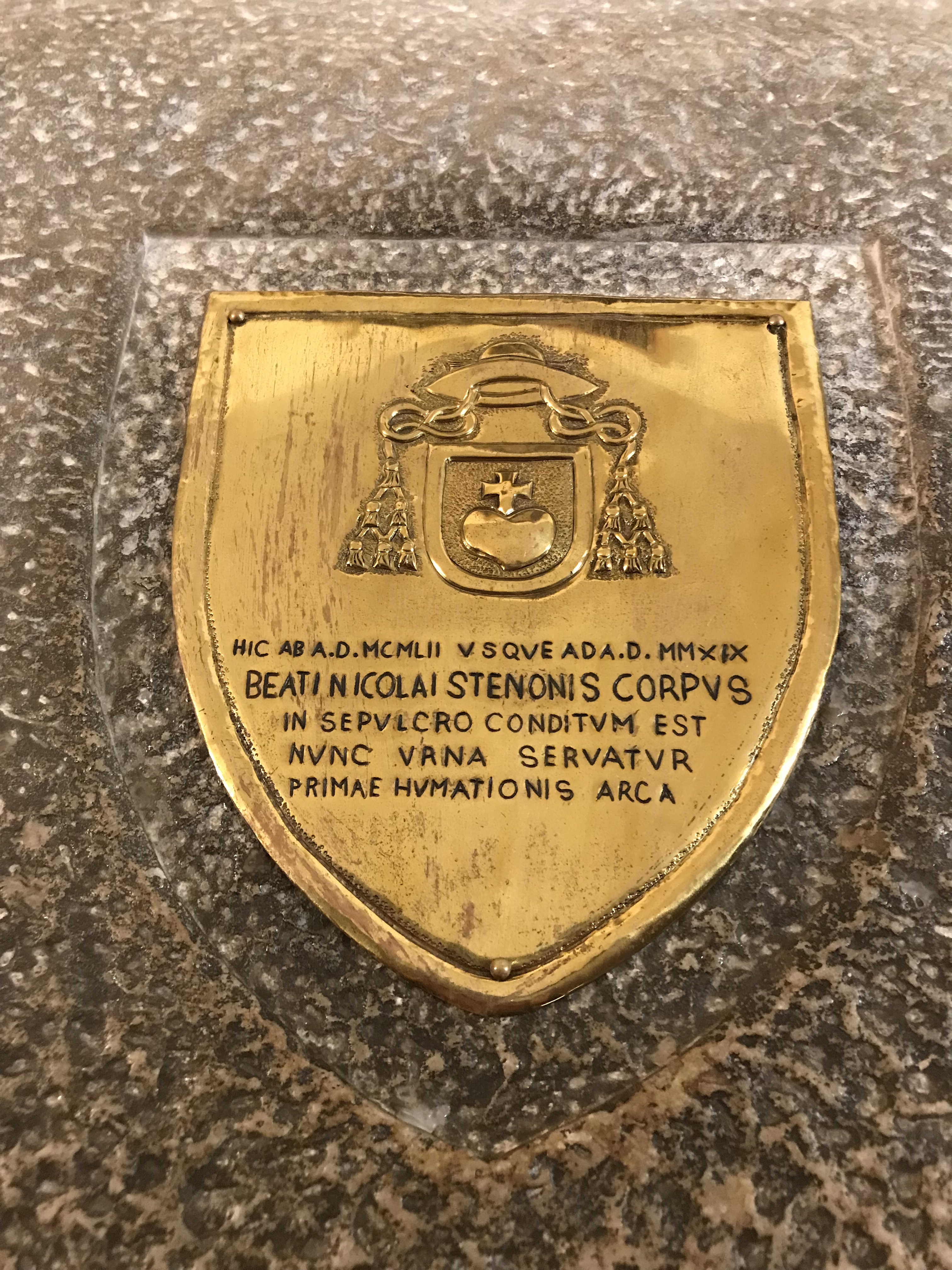
Plakette am Grabmal in der Krypta der Basilika San Lorenzo in Florenz mit folgender lateinischer Inschrift: hic ab a. d. MCMLII usque ad a. d. MMXIX beati Nicolai Stenonis corpus in sepulcro conditum est nunc urna servatur primae humationis arca

## Steno-Museum
Dem Leben und Werk des Universalgelehrten und „Vaters der Geologie“ widmet sich ein eigenes Museum in Aarhus. Es wurde 1993 von Olaf Pedersen gegründet, dem Professor für Wissenschaftsgeschichte der Universität Aarhus.

## Werke
- Observationes anatomicae (1662)
- De musculis et glandis (1664)
- Discours sur l’anatomie du cerveau (1665)
- Canis carchariae dissectum caput (1667)
- Elementorum Myologiae Specimen, seu musculi descriptio geometrica. Cui accedunt canis carchariae dissectum caput, et dissectus piscis ex canum genere (Florenz 1667)
- De solido intra solidum naturaliter contento dissertationis prodromus (1669)
  - Das Feste im Festen: Vorläufer einer Abhandlung über Festes, das in der Natur in anderem Festen eingeschlossen ist. Hrsg. von Gustav Scherz, Akademische Verlagsgesellschaft, 1967 (in der Reihe Ostwalds Klassiker)
- Prodromus (1671)